# Avril 1915

## Événements
- Le chérif Hussein de La Mecque envoie secrètement son fils Faysal à Damas. Il affirme que le soutien britannique est nécessaire au déclenchement de toute insurrection arabe. Le comité arabe rédige le « protocole de Damas », un projet de coopération avec la Grande-Bretagne.
- Avril - mai (Mexique) : Alvaro Obregón obtient des victoires militaires décisives sur Pancho Villa. Les chefs de guerre sont alors cantonnés dans leurs fiefs respectifs et Carranza peut rentrer à Mexico.

- 1er avril : le Français Roland Garros abat un appareil allemand avec une mitrailleuse montée sur son avion. C'est la première victoire aérienne avec une arme solidaire de l'avion.
- 11 avril : vol du premier dirigeable géant, le Zeppelin R
- 22 avril : première utilisation de gaz incapacitants (chlore) par les Allemands à Ypres.
- 24 avril : 
  - Arrestation et déportation de plus de 600 intellectuels arméniens de Constantinople par les Jeunes-Turcs. Simple opération de police pour les uns, considérée symboliquement comme marquant le début du génocide des Arméniens pour les autres.
- 25 avril : 
  - débarquement d'un corps expéditionnaire allié aux Dardanelles. Échec de l’expédition de Gallipoli, qui coûte la vie à plus 200 000 soldats britanniques sur 400 000 engagés, provenant pour la plupart du Commonwealth (fin en juillet).
- 26 avril : traité de Londres (Grande-Bretagne, France, Italie). Promesse à l’Italie d’une partie du sud-ouest de la Turquie et les îles du Dodécanèse.

## Naissances
- 6 avril : Tadeusz Kantor, metteur en scène, réalisateur, peintre, écrivain et acteur polonais († 8 décembre 1975).
- 9 avril : Daniel Johnson (père), premier ministre du Québec.
- 18 avril : Edmond Leburton, homme politique belge († 18 juin 1997).
- 19 avril : Vonda Phelps, enfant star du cinéma muet américain.
- 21 avril : Anthony Quinn, acteur mexicain († 3 juin 2001).
- 26 avril : Jean Laviron, réalisateur français († en 1987).
- 28 avril : Jacques Grello, acteur et chansonnier français († 8 mars 1978).
- 29 avril : Richard Depoorter, coureur cycliste belge († 16 juin 1948).

## Décès
- 27 avril : 
  - John Labatt, homme d'affaires - brasseur.
  - Alexandre Scriabine, compositeur russe.